# Prilipac
Prilipac (en serbe cyrillique : Прилипац) est un village de Serbie situé dans la municipalité de Požega, district de Zlatibor. Au recensement de 2011, il comptait 284 habitants.
Prilipac, situé à 9 km de Požega. L'église de la Nativité-de-la-Mère-de-Dieu a été fondée par le prince Lazar en 1374 ; incendiée en 1806, elle a été reconstruite et dotée d'une iconostase en 1820.

## Démographie

### Évolution historique de la population
| 1948 | 1953 | 1961 | 1971 | 1981 | 1991 | 2002 | 2011 |
| ---- | ---- | ---- | ---- | ---- | ---- | ---- | ---- |
| 390  | 429  | 395  | 387  | 365  | 353  | 341  | 284  |

|  |